# لورا جين غريس
لورا جين غريس (بالإنجليزية: Laura Jane Grace)‏ هي منتجة أسطوانات ومغنية مؤلفة وعازفة قيثارة أمريكية، ولدت في 8 نوفمبر 1980 في Fort Benning ‏ في الولايات المتحدة.

## وصلات خارجية
- الموقع الرسمي
- لورا جين غريس على موقع IMDb (الإنجليزية)
- لورا جين غريس على موقع ميوزك برينز (الإنجليزية)
- لورا جين غريس على موقع رولينغ ستون (الإنجليزية)
- لورا جين غريس على موقع رولينغ ستون (الإنجليزية)
- لورا جين غريس على موقع أول ميوزيك (الإنجليزية)
- لورا جين غريس على موقع ديسكوغز (الإنجليزية)
- لورا جين غريس على موقع ديسكوغز (الإنجليزية)
- لورا جين غريس على موقع قاعدة بيانات الفيلم (الإنجليزية)